# Valentín Abecia
Valentín Abecia Ayllón (Sucre, Bolivia; 6 de febrero de 1846 - La Paz; 10 de enero de 1910) fue un médico, historiógrafo, periodista y político boliviano. Fue también el décimo sexto Vicepresidente de Bolivia desde el 4 de agosto de 1904 hasta el 12 de agosto de 1909, durante el primer gobierno del presidente Ismael Montes Gamboa.

## Biografía
Valentín Abecia nació el 6 de febrero de 1846 en la ciudad de Sucre, Bolivia. Se graduó como médico, periodista e historiógrafo de la Universidad Mayor, Real y Pontificia de San Francisco Xavier de Chuquisaca. Posterior en su vida, llegó a ser parlamentario y ocupar el rectorado de la misma universidad. También ocupó los cargos de prefecto de Chuquisaca, munícipe, muchas veces, y Segundo Vicepresidente de la República. 
Fue una figura importante de Bolivia en la primera mitad del siglo XX. Dedicó todas sus fuerzas al servicio de la nación y de su ciudad natal muy particularmente. 
Sus trabajos médicos fueron un derrotero de ciencia para sus contemporáneos. Su labor histórica es inmensa y fecunda, pues sirve de fuente de consulta dentro y fuera del país. Mereció muchos títulos y honores que estaban en relación con las energías gastadas en servicio de la ciencia médica, de la historia continental y boliviana, de la administración y de todas las causas nobles. 
Valentín Abecia falleció el 10 de enero de 1910 en la ciudad de Sucre, a los 63 años de edad.